# Anchinia grisescens
Anchinia grisescens is een vlinder uit de familie grasmineermotten (Elachistidae). De wetenschappelijke naam is voor het eerst geldig gepubliceerd in 1856 door Frey.
De soort komt voor in Europa.